# Mačitevo
Maçitevë en albanais et Mačitevo en serbe latin (en serbe cyrillique : Мачитево) est une localité du Kosovo située dans la commune/municipalité de Theranda/Suva Reka et dans le district de Prizren/Prizren. Selon le recensement de 2011, elle compte 424 habitants, tous albanais.

## Démographie

### Évolution historique de la population dans la localité
| 1948 | 1953 | 1961 | 1971 | 1981 | 1991 | 2011 |
| ---- | ---- | ---- | ---- | ---- | ---- | ---- |
| 543  | 577  | 626  | 678  | 631  | 550  | 424  |

|  |